# Gare de Lottinghen
La gare de Lottinghen est une gare ferroviaire française (fermée) de la ligne de Saint-Omer à Hesdigneul, située sur le territoire de la commune de Lottinghen dans le département du Pas-de-Calais, en région Nord-Pas-de-Calais. 

## Situation ferroviaire
Établie à 164 mètres d'altitude, la gare de Lottinghen est située au point kilométrique (PK) 95,360 de la ligne de Saint-Omer à Hesdigneul, entre les gares, de Nielles-lès-Bléquin (fermée) et de Desvres.
Elle est située sur la section déclassée, du PK 81,930 au PK 101,850. La halte de Vieil-Moutier s'intercalait, au PK 97,6, entre Lottinghen et Desvres.

## Histoire
La concession de la ligne de Boulogne à Saint-Omer attribuée à titre définitif le 22 mai 1869 à la Compagnie des chemins de fer du Nord-Est ne comporte pas de station à Lottinghen. Mais le Ministre des travaux publics a décidé le 28 avril 1871 que le projet de tracé présenté par la Compagnie ne serait approuvé définitivement qu'après une enquête spéciale sur l'emplacement des stations. Lors de cette enquête, la Chambre de commerce de Boulogne-sur-Mer, invitée à donner un avis, défend notamment l'idée qu'il manque une station entre celles prévues à Desvres et Nielles. Elle propose la création d'une station au village de Lottinghen car elle desservirait une population de 2 850 habitants située dans les villages de Lottinghen, mais aussi : Selles, Quesques, Verval, Vieil-Moutier, Bléquin, Senlecques et Bécourt. Par une décision du 17 août 1871 le Ministre a prescrit l'établissement d'une station dénommée « Lottinghen » entre les kilomètres 31 et 32 de la ligne.
Lors de la séance du Conseil général le 19 août 1908, Félix Vincent (conseiller) demande la construction d'un abri. Il argumente sur le fait que la gare de Lottinghen, située à 163 mètres d'altitude, expose le personnel et les voyageurs, en attente d'un train pour Boulogne, exposés aux courants d'air, au vent et à la pluie. Le Ministre répond négativement le 12 mai 1909, en indiquant que les voyageurs du quai principal peuvent s'abriter dans le vestibule ou la salle d'attente et qu'il n'y a que deux trains par jour utilisant le deuxième quai qui n'est utilisé, au départ, que par un nombre infime de voyageurs. Ce vœu est néanmoins renouvelé en 1912 par le conseiller Lengagne qui précise qu'il s'agit d'une gare de croisement pour les trains de la ligne de Saint-Omer à Boulogne.
Le 15 juillet 1959 la gare est fermée au trafic voyageurs lors de la fermeture à ce service de la section de Saint-Omer à Desvres.

## Service des voyageurs
Gare fermée située sur une section de ligne déclassée.

## Patrimoine ferroviaire
Le bâtiment voyageurs d'origine de la gare est toujours présent, il est devenu une habitation privée. La voie inutilisée est également existante sous la végétation.